# Топене
Топенето е процес, при който веществото преминава от твърдо в течно агрегатно състояние. Топенето е фазов преход от първи род. То се отнася към физичните свойства на веществото.
Постоянната температура, при която дадено вещество се топи, се нарича температура на топене. Вътрешната му енергия се повишава посредством загряване или промяна на налягането, в резултат на което се повишава температурата докато се достигне точката на топене. При това положение, твърдата и течната фаза са в равновесие и температурата не се променя, докато се разтопи цялото вещество.
Сплавите, както и смесите (твърди разтвори), нямат определена температура на топене, а диапазон от температури, в който може да започне топене. Аморфните тела като правило също нямат фиксирана температура на топене.
Някои вещества при нормално налягане нямат течна фаза, а преминават директно от твърдо в газообразно състояние (сублимация).